# Tometino Polje
Tometino Polje (cyr. Тометино Поље) – wieś w Serbii, w okręgu zlatiborskim, w gminie Požega. W 2011 roku liczyła 294 mieszkańców.